# Temporada 1954 de la NFL
La Temporada 1954 de la NFL fue la 35.ª en la historia de la NFL. La Canadian Football League inició una
serie de redadas en equipos de la NFL, con la firma del quarterback Eddie LeBaron y el ala defensiva Gene Brito
ambos de Washington y el tackle defensivo de los Giants Arnie Weinmeister, entre otros. 

El fullback de los 49ers Joe Perry se convirtió en el primer jugador en la historia de la liga en llegar
a 1.000 yardas por tierra en temporadas consecutivas.
La temporada finalizó cuando los Cleveland Browns vencieron a los Detroit Lions 56-10 por el juego de campeonato de la NFL.

## Principales cambios en las reglas
- Siempre que llueva, o siempre que el terreno esté húmedo y resbaladizo, el equipo ofensivo puede solicitar una nueva bola seca en cualquier momento.

## Carrera de Conferencia
En el Oeste, los 49ers se puso en la cabeza en la Semana Cinco (24 de octubre) con una victoria por 37-31 sobre los Lions, pero perdieron
cuatro de sus siete juegos restantes y terminaron (7-4-1). Los Lions, por el contrario, perdió sólo un partido en sus últimos siete, y
terminó 9-2-1. En el Este, los Eagles tuvieron un inicio de 4-0, hasta que cayeron frente a Pittsburgh (17-7) y Green Bay (37-14) para
caer en un triple empate con los Giants y Steelers. Los Browns, que iniciaron con una marca 1-2, tuvieron racha ganadora de 8 juegos,
llegando a estar cerca del liderato con una victoria de Halloween contra Nueva York (24-14). Una victoria de 6-0 sobre Filadelfia el 21 de
noviembre les dio el liderazgo de conferencia, y una victoria 16-7 en la revancha en New York la semana siguiente amplió el margen. La racha
ganadora de los Browns terminó el 19 de diciembre con una derrota 14-10 frente a los Lions. Cuando ambos equipos se enfrentaron en Cleveland
nuevamente la semana siguiente (esta vez por el campeonato), los Browns ganaron 56-10.
| Semana | Oeste                   | Marca | Este                      | Marca |
| ------ | ----------------------- | ----- | ------------------------- | ----- |
| 1      | 3 equipos (Det, LA, SF) | 1–0–0 | 3 equipos (NYG, Phi, Pit) | 1–0–0 |
| 2      | 3 equipos (Det, LA, SF) | 1–0–1 | Empate (Phi, Pit)         | 2–0–0 |
| 3      | Empate (Det, SF)        | 2–0–1 | Philadelphia Eagles       | 3–0–0 |
| 4      | Empate (Det, SF)        | 3–0–1 | Philadelphia Eagles       | 4–0–0 |
| 5      | San Francisco 49ers     | 4–0–1 | 3 equipos (NYG, PHI, PIT) | 4–1–0 |
| 6      | Empate (Det, SF)        | 4–1–1 | 3 equipos (NYG, PHI, PIT) | 4–2–0 |
| 7      | Detroit Lions           | 5–1–0 | Empate (NYG, PHI)         | 5–2–0 |
| 8      | Detroit Lions           | 6–1–0 | New York Giants           | 6–2–0 |
| 9      | Detroit Lions           | 7–1–0 | Cleveland Browns          | 6–2–0 |
| 10     | Detroit Lions           | 8–1–0 | Cleveland Browns          | 7–2–0 |
| 11     | Detroit Lions           | 8–1–1 | Cleveland Browns          | 8–2–0 |
| 12     | Detroit Lions           | 8–2–1 | Cleveland Browns          | 9–2–0 |
| 13     | Detroit Lions           | 9–2–1 | Cleveland Browns          | 9–3–0 |

## Temporada regular
V = Victorias, D = Derrotas, E = Empates, CTE = Cociente de victorias, PF= Puntos a favor, PC = Puntos en contra
Nota: Los juegos empatados no fueron contabilizados de manera oficial en las posiciones hasta 1972
| Cleveland Browns    | 9 | 3  | 0 | .750 | 336 | 162 |
| Philadelphia Eagles | 7 | 4  | 1 | .636 | 284 | 230 |
| New York Giants     | 7 | 5  | 0 | .583 | 293 | 184 |
| Pittsburgh Steelers | 5 | 7  | 0 | .417 | 219 | 263 |
| Washington Redskins | 3 | 9  | 0 | .250 | 207 | 432 |
| Chicago Cardinals   | 2 | 10 | 0 | .167 | 183 | 347 |

| Detroit Lions       | 9 | 2 | 1 | .818 | 337 | 189 |
| Chicago Bears       | 8 | 4 | 0 | .667 | 301 | 279 |
| San Francisco 49ers | 7 | 4 | 1 | .636 | 313 | 251 |
| Los Angeles Rams    | 6 | 5 | 1 | .545 | 314 | 285 |
| Green Bay Packers   | 4 | 8 | 0 | .333 | 234 | 251 |
| Baltimore Colts     | 3 | 9 | 0 | .250 | 131 | 279 |

## Juego de Campeonato
- Cleveland Browns 56, Detroit Lions 10 , 26 de diciembre de 1954, Cleveland Municipal Stadium, Cleveland, Ohio

## Líderes de la liga
| Estadísticas | Nombre            | Equipo        | Yardas |
| ------------ | ----------------- | ------------- | ------ |
| Pasando      | Norm Van Brocklin | Los Angeles   | 2637   |
| Corriendo    | Joe Perry         | San Francisco | 1049   |
| Recibiendo   | Bob Boyd          | Los Angeles   | 1212   |